# Valve Lüütsepp
Valve Lüütsepp, po mężu Kaasik (ur. 17 lipca 1939 w Leevi) – estońska koszykarka, występująca na pozycji silnej skrzydłowej, reprezentantka ZSRR i ESRR, trenerka. 
Po zakończeniu kariery sportowej działała w komitecie kobiecym Tartu Kalevi oraz w komitecie ds. kultury i sportu Rady Delegatów Ludowych Miasta Tartu. W latach 1974–1984 pracowała w South Highvolting Networks jako metodyk sportu, natomiast 1990–1995 jako nauczycielka wychowania fizycznego i trenerka w gimnazjum, w Türi.
Jest siostrą koszykarza Vaike Lüütseppa. 

## Osiągnięcia
Na podstawie, o ile nie zaznaczono inaczej.

### Drużynowe
- 3. miejsce w Pucharze Europy Mistrzyń Krajowych (1961)
- Mistrzyni:
  - Estońskiej Socjalistycznej Republiki Radzieckiej (1953, 1955–1957, 1960, 1961, 1963–1965, 1967–1969, 1970)
  - związków zawodowych ZSRR (1958)
- Wicemistrzyni:
  - ZSRR (1957–1960)
  - Estońskiej Socjalistycznej Republiki Radzieckiej (1972)
  - młodzieżowa Estonii (1955)
- Zdobywczyni Pucharu Estonii (10x)
- Brązowa medalistka mistrzostw:
  - Estońskiej Socjalistycznej Republiki Radzieckiej (1958, 1959, 1973)
  - ZSRR U–20 (1954)
- 4. miejsce podczas mistrzostw ZSRR (1961)

### Indywidualne
- Honorowa:
  - mistrzyni sportu ZSRR (1963)
  - członkini klubu Kalev (1963)
- Zaliczona do Galerii Sław Koszykówki Estonii (2020)

### Reprezentacja
Seniorska
- Mistrzyni:
  - świata (1964)[4]
  - Europy (1962)[5]
- Wicemistrzyni spartakiady narodów ZSRR (1959)
- 4. miejsce na spartakiadzie narodów ZSRR (1967)

Młodzieżowe
- Wicemistrzyni igrzysk młodzieży (1954, 1955)
- Brąz młodzieżowej spartakiady (1954)